# Hypena radiatalis
Hypena radiatalis là một loài bướm đêm trong họ Erebidae.